# Shaun Jordan
Shaun M. Jordan (Jacksonville (Florida), 1 februari 1968) is een Amerikaans zwemmer.

## Biografie
Jordan won tijdens de Olympische Zomerspelen van 1988 de gouden medaille op de 4×100 meter vrije slag, Jordan kwam alleen in actie in de series. Vier jaar later won Jordan wederom olympisch goud en zwom alleen de series.

## Internationale toernooien
| Jaar | Olympische Spelen                               | Wereldkampioenschappen | Pan-Pacifische                       |
| ---- | ----------------------------------------------- | ---------------------- | ------------------------------------ |
| 1988 | 4x100m vrije slag · Jordan zwom enkel de series |                        |                                      |
| 1989 |                                                 |                        |                                      |
| 1990 |                                                 |                        |                                      |
| 1991 |                                                 | 15e 100m vrije slag    | 6e 50m vrije slag 4e 100m vrije slag |
| 1992 | 4x100m vrije slag · Jordan zwom enkel de series |                        |                                      |